# Сподње Шкофије
Сподње Шкофије (словен. Spodnje Škofije, итал. Scofie di Sotto) су насељено место у општини Копар, Обално-Крашка регија, Словенија.

## Историја
До територијалне реорганизације у Словенији били су у саставу старе општине Копар.

## Становништво
У попису становништва из 2011. године, Сподње Шкофије су имале 1.402 становника.
| Број становника према пописима | Број становника према пописима | Број становника према пописима |
| ------------------------------ | ------------------------------ | ------------------------------ |
| 1991                           | 2002                           | 2011                           |
| 1.202                          | 1.221                          | 1.402                          |

## Галерија
- граница између Италије и Словеније
- спомен-плоча некадашње последње тачке разграничења зоне А и зобе Б, у време Тршћанске кризе